# Kabinet-Nakasone I
Het kabinet–Nakasone I (Japans: 第1次中曽根内閣) was de regering van het Keizerrijk Japan van 27 november 1982 tot 27 december 1983.

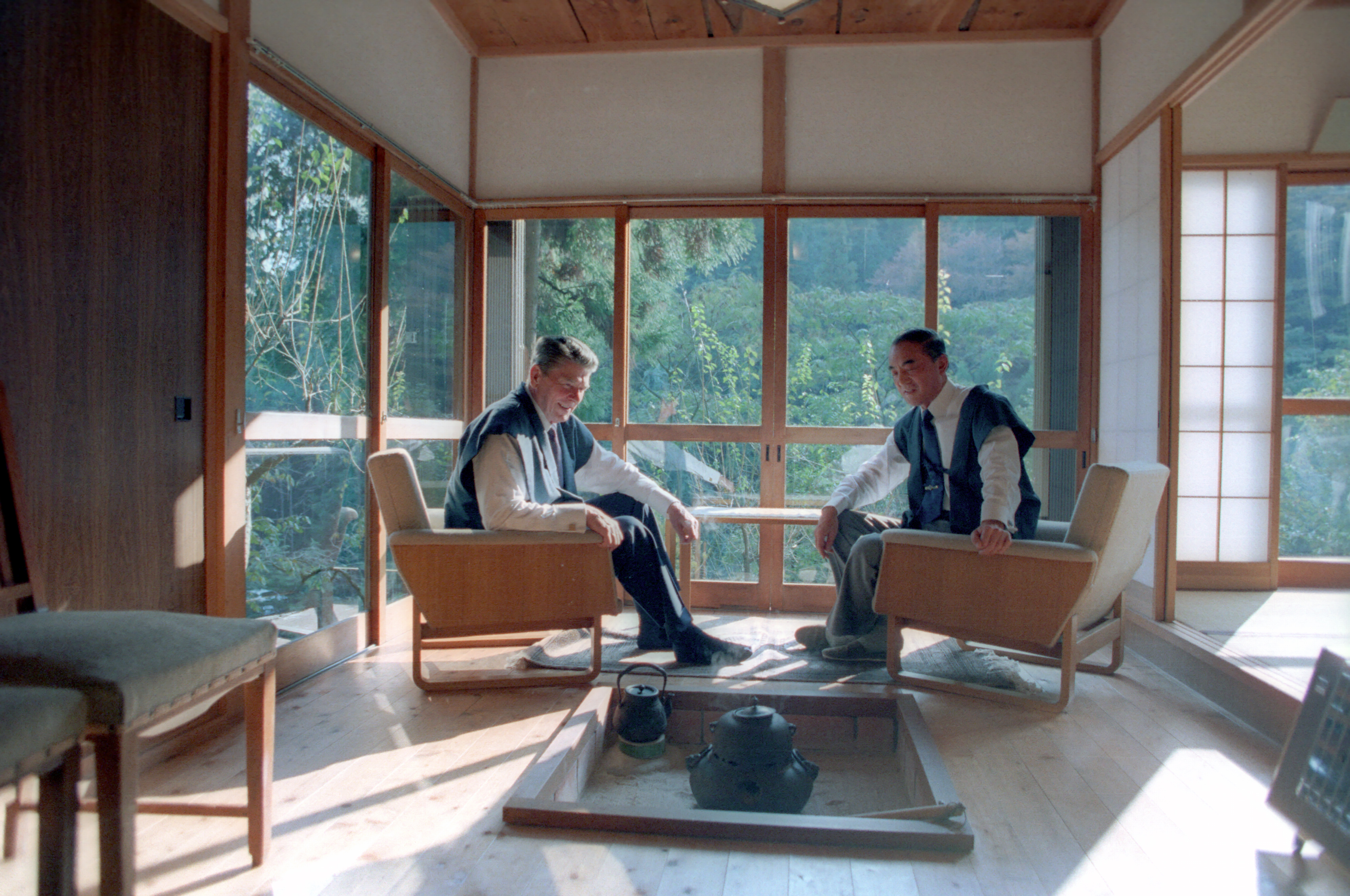
President van de Verenigde Staten Ronald Reagan en premier Yasuhiro Nakasone tijdens een privébezoek aan de Pied-à-terre van de Japanse premier in Hinode, Tokio op 11 november 1983.

## Kabinet–Nakasone I (1982–1983)
| Ambtsbekleder                                                | Ambtsbekleder     | Ambtsbekleder                             | Functie                                    | Ambtstermijn     | Ambtstermijn     | Partij |
| ------------------------------------------------------------ | ----------------- | ----------------------------------------- | ------------------------------------------ | ---------------- | ---------------- | ------ |
|                                                              | Yasuhiro Nakasone | Yasuhiro Nakasone 中曾根 康弘 (1918–2019) | Premier                                    | 27 november 1982 | 6 november 1987  | LDP    |
|                                                              | Masaharu Gotoda   | Masaharu Gotoda 後藤田正晴 (1914–2005)    | Secretaris- generaal                       | 27 november 1982 | 27 december 1983 | LDP    |
|                                                              |                   | Yukio Yamamoto 山本幸雄 (1911–2007)       | Minister van Binnenlands Zaken             | 27 november 1982 | 27 december 1983 | LDP    |
| Voorzitter van de Commissie voor Openbare Orde en Veiligheid |                   | Yukio Yamamoto 山本幸雄 (1911–2007)       |                                            | 27 november 1982 | 27 december 1983 | LDP    |
|                                                              | Shintaro Abe      | Shintaro Abe 安倍晋太郎 (1924–1991)       | Minister van Buitenlandse Zaken            | 27 november 1982 | 22 juli 1986     | LDP    |
|                                                              | Noboru Takeshita  | Noboru Takeshita 竹下 登 (1924–2000)      | Minister van Financiën                     | 27 november 1982 | 22 juli 1986     | LDP    |
|                                                              |                   | Hatano Akira 秦野章 (1911–2002)           | Minister van Justitie                      | 27 november 1982 | 27 december 1983 | LDP    |
|                                                              | Sadanori Yamanaka | Sadanori Yamanaka 山中貞則 (1921–2004)    | Minister van Economische Zaken             | 27 november 1982 | 10 juni 1983     | LDP    |
|                                                              | Sosuke Uno        | Sosuke Uno 宇野 宗佑 (1922–1998)          | Minister van Economische Zaken             | 10 juni 1983     | 27 december 1983 | LDP    |
|                                                              |                   | Yoshiro Hayashi 林義郎 (1927–2017)        | Minister van Volksgezondheid en Welzijn    | 27 november 1982 | 27 december 1983 | LDP    |
|                                                              |                   | Akira Ohno 大野明 (1928–1996)             | Minister van Arbeid                        | 27 november 1982 | 27 december 1983 | LDP    |
|                                                              | Mitsuo Setoyama   | Mitsuo Setoyama 瀬戸山三男 (1904–1997)    | Minister van Onderwijs                     | 27 november 1982 | 27 december 1983 | LDP    |
|                                                              |                   | Shun Hasegawa 長谷川峻 (1912–1992)        | Minister van Transport en Infrastructuur   | 27 november 1982 | 27 december 1983 | LDP    |
|                                                              |                   | Hideo Utsumi 内海英男 (1922–2005)         | Minister van Bouw en Constructie           | 27 november 1982 | 27 december 1983 | LDP    |
|                                                              | Iwazo Kaneko      | Iwazo Kaneko 金子岩三 (1907–1986)         | Minister van Landbouw, Bosbouw en Visserij | 27 november 1982 | 27 december 1983 | LDP    |
|                                                              |                   | Tokutaro Higaki 檜垣徳太郎 (1916–2006)    | Minister van Communicatie en Post          | 27 november 1982 | 27 december 1983 | LDP    |
|                                                              | Kazuho Tanikawa   | Kazuho Tanikawa 谷川和穂 (1930–2018)      | Directeur- generaal van de JSDF            | 27 november 1982 | 27 december 1983 | LDP    |